# 李相朝

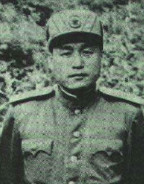
李相朝

李相朝（朝鲜语：／，1913年—1998年），一译李相祚，曾用名「金澤明」，朝鲜民主主义人民共和国政治人物、外交官、軍人，後來在與金日成的政治鬥爭中失敗而經蘇聯逃亡到南韓。

## 經歷
李相朝是朝鲜庆尚道人，出生於中國遼寧省瀋陽郊區公太乡。1920年毕业于沈阳市东光中学后去北京、上海等地从事革命活动，后到广州上中山大学。在大学里，他秘密加入了中国共产党。毕业后在武汉作为“朝鲜青年前卫同盟”（领导人崔昌益）的主要领导人之一，开展革命工作，这时他化名胡一和。抗日战争爆发后，根据党的指示到了延安，先入抗日军政大学学习，后到八路军工作。后加入武亭领导的朝鲜义勇军、华北朝鲜青年联盟和朝鲜独立同盟。1943年受中共派遣到哈尔滨郊区农村开展地下工作。
1945年，日本戰敗投降，1945年8月20日在哈尔滨道里区的满蒙旅馆正式宣布朝鲜独立同盟北满特别委员会成立，李相朝任书记。8月28日开始在李兆麟任书记的中共松江省工作委员会领导下开展工作。1945年8月末开始，在朝鲜人创办的金刚小学礼堂（今哈尔滨道外南马路第四中学），李相朝的北满特委与支持中国国民党的高丽青年团（团长权永朝）进行了公开大辩论持续了一个多月，每天有北满各县朝鲜人代表上千人参加。这些各地代表大都接受了共产党的领导，回去后在北满各县、区、村组建了朝鲜独立同盟基层组织。1945年9月25日，成立中共松江省工作委员会领导的哈尔滨保安总队下属的朝鲜独立大队，李相朝任大队长兼政治委员，辖3个中队、1个警卫小队，共300多人。这支朝鲜族大队担任了中共北满分局与松江省委省政府的警卫任务。1945年10月成立松江省政府，李相朝任民政厅朝鲜人科科长，下设社会股、教育股、产业股。1945年11月20日，在中共党政军机关部队撤出哈尔滨，前移到宾县蜚克图，25日成立朝鲜义勇军第三支队，李相朝任支队长，朱德海任政委，李德山（即金昌德）任副司令员，通过北满各县的朝鲜独立同盟组织继续开展扩军工作，把三支队的兵力扩大到二千多人。这支部队在松江军区指挥下参加了哈尔滨附近的剿匪任务。
朝鮮半島恢復主權，李相朝於是隨金光俠和武亭等人於翌年返回北韓。歸國後，李相朝得到器重，他被選為朝鮮勞動黨中央組織部長兼工商部副部長。1950年，韓戰爆發，他被金日成委任為朝鮮人民軍副總參謀長兼偵察局局長。1950年7月12日，奉金日成命令赴北京，向毛泽东、周恩来汇报朝鲜战况。1951年7月，双方开始停战谈判，任中国人民志愿军和朝鲜人民军联合谈判代表团成员。。1953年7月，朝中方面首席代表南日大将调任外务相，李相朝出任朝鲜军事停战委员会朝中方面首席代表。1955年8月任驻苏联大使，1956年4月在劳动党三大上当选为候补中央委员。不過在劳动党三大上，李相朝建议讨论劳动党内部的个人崇拜问题，結果被金昌满指責，崔庸健等人主张要撤销其大使的职务。不過金日成並沒有在此次黨代會上追究李相朝。李相朝回到莫斯科後向苏联副外长费德林表示朝鮮目前在大搞對金日成的个人崇拜，金日成實際上獨攬朝鮮大權。
1956年8月，金日成為清除黨內的競爭勢力，於是發動一系統的行動以肅清潛在反對力量，而身為延安派的李相朝也被指干涉其中。在得悉其黨派的成員被一一處決後，當時身在蘇聯的李相朝拒絕回國，並在蘇聯的默許下得以滯留該國。1989年，李相朝在蘇聯時任最高領導人戈爾巴喬夫的協助下逃亡到南韓。
1992年1月27日，當時已身處南韓的李相朝在美國、日本和南韓的支持下成立協助脫北者的組織朝鮮民主統一救國戰線。1998年，李相朝因病逝世。

## 資料來源
1. ↑  . 东亚日报. 1989-09-09  [2022-12-07]. （原始内容存档于2022-12-07）.
2. 1 2 3 4 5 6  .   [2013-09-20]. （原始内容存档于2013-09-21）.
3. ↑  "揭秘朝鲜革命元老下场 有人叛逃中国" 《大公報》 8 2 2013